# Institut national des langues et civilisations orientales

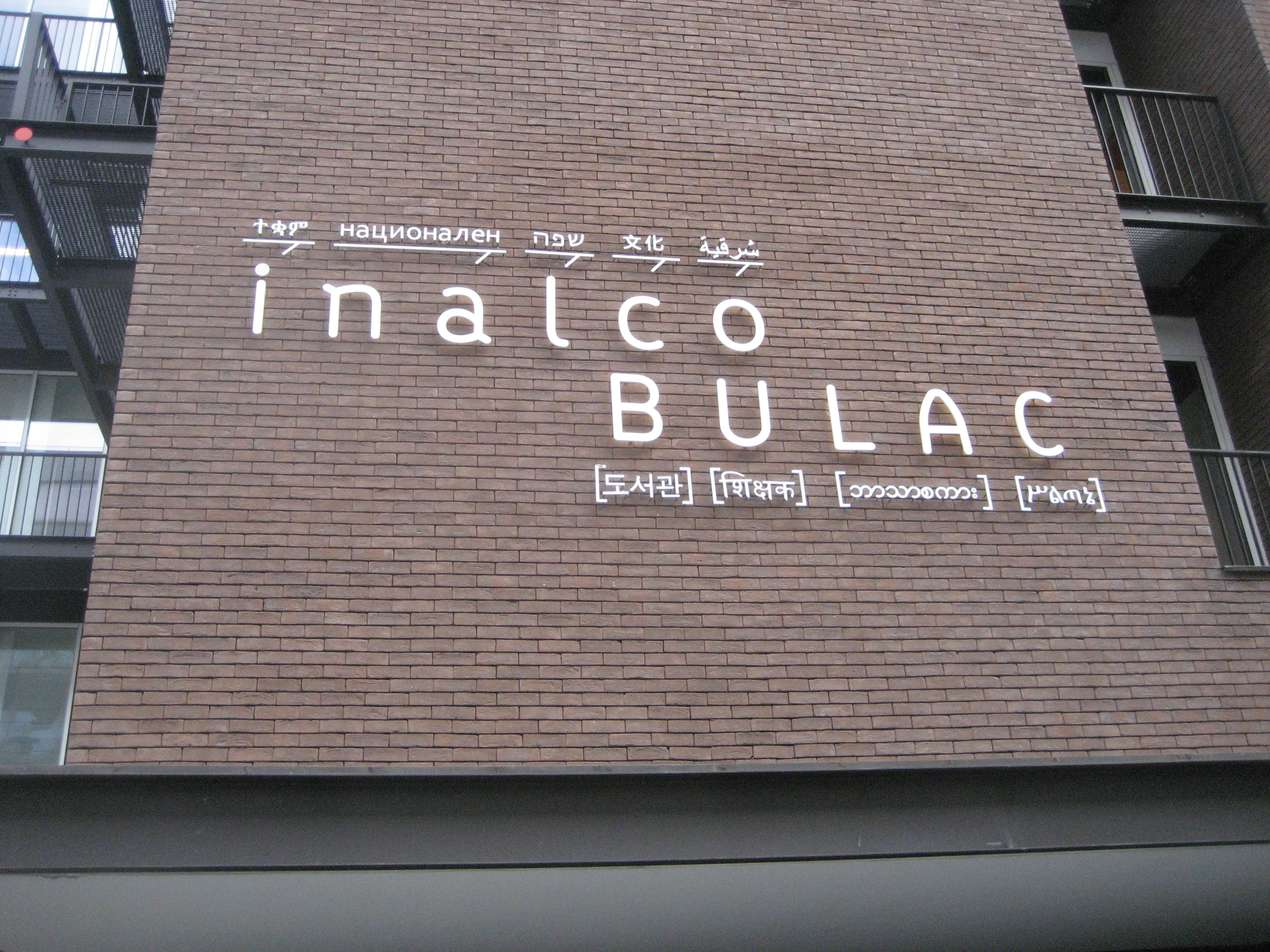
Inalco & BULAC, 2015

Das Institut national des langues et civilisations orientales (INALCO) ist ein auf orientalische Sprachen und Kulturen spezialisiertes Grand établissement in Paris. Neben der transdisziplinären Erforschung der außerhalb Westeuropas beheimateten Kulturen, liegt das Hauptaugenmerk des Instituts auf der universitären Lehre. Mehr als hundert Sprachen aus Afrika, Asien, Ost- und Mitteleuropa werden am INALCO unterrichtet.
Ursprünglich Ende des 18. Jahrhunderts als École spéciale des langues orientales gegründet, bestand die Hauptaufgabe der Institution zunächst darin, Orientspezialisten (Übersetzer, Offiziere, Gelehrte) auszubilden. Die dort speziell geschulten Experten sollten helfen, französische Interessen in den betroffenen Weltregionen zu wahren. In dieser Tradition gilt das INALCO heute weiterhin als wichtige Kaderschmiede der außenpolitischen Elite Frankreichs.

## Geschichte
Unter dem Namen École spéciale des Langues orientales wurde am 30. März 1795 auf Anregung von Joseph Lakanal und Beschluss des Nationalkonvents eine Schule für orientalische Sprachen gegründet, die sich zunächst in den Räumlichkeiten der Bibliothèque nationale befand. Die ersten dort unterrichteten Sprachen waren Arabisch (Hochsprache und Dialekt), Türkisch, Persisch, Krimtatarisch und Malaiisch. Später wurde die Institution mehrmals umbenannt. Zunächst zu École royale, dann École impériale, dann École nationale. Schließlich kam noch der Zusatz vivantes (des langues orientales vivantes) hinzu. 1971 hat das Institut seinen aktuellen Namen, Institut national des langues et civilisations orientales (INALCO), erhalten. Umgangssprachlich wird es oft Langues O' genannt (Kurzform von langues orientales).
Im 19. Jahrhundert wurden weitere Sprachen in den Lehrplan aufgenommen und es erfolgten zahlreiche Vergrößerungen, insbesondere durch die Fusion mit der École des Jeunes de langues, die 1669 durch Colbert zur Ausbildung von Dolmetschern in den Sprachen der Levante errichtet worden war.
Da das historische Hauptgebäude in der Rue de Lille nicht mehr ausreichend Platz für die wachsende Studentenschar bot, bezog das INALCO im September 2011 neue Gebäude in der Rue des Grands Moulins im 13. Arrondissement. Nun ist man auch mit der Bibliothèque universitaire des langues et civilisations (BULAC) unter einem Dach vereint.

## Struktur und Studium
Im Studienjahr 2016/2017 waren am INALCO 9272 Personen eingeschrieben. Die Studentenschaft setzt sich zu mehr als zwei Dritteln (67,3 %) aus Frauen zusammen. Darüber hinaus ist auch das hohe Durchschnittsalter der Studenten von 29 Jahren hervorzuheben. Diese Zahlen lassen sich damit erklären, dass viele Studenten bereits berufstätig sind und sich in Teilzeit am INALCO weiterbilden.
Organisatorisch teilt sich das INALCO in 12 Fachbereiche (départements) auf: (1) Afrika und Indischer Ozean, (2) Südasien und Himalaya, (3) Südostasien und Pazifik, (4) Arabistik, (5) Sinologie, (6) Koreastudien, (7) Hebraistik und Judaistik, (8) Japanologie, (9) Russlandstudien, (10) Eurasien, (11) Europa sowie (12) amerikanische Sprachen und Kulturen.
Im Studium spezialisiert man sich üblicherweise auf eine (Haupt-)Sprache (bspw. Arabisch) und studiert diese in ihren verschiedenen Facetten: Dialekt (Ägyptisch, Syrisch-Libanesisch, Maghreb- und Golf-Dialekte), Hochsprache (Presse, Literatur), Fachsprache (Wirtschaft, Politik, Poesie, Religion). Neben dem Erwerb der Sprachkenntnisse stellt das INALCO die civilisation in den Mittelpunkt. Unter diesem Oberbegriff sind Lehrveranstaltungen zusammengefasst, in denen Themen des betreffenden Kulturraums unter politikwissenschaftlichen, anthropologischen oder geschichtlichen Aspekten behandelt werden.

## INALCO als Ausbildungsstätte
In Hinblick auf das spätere Berufsleben kann man sich am INALCO auf bestimmte Fachrichtungen spezialisieren. So stehen beispielsweise die Optionen Französisch als Fremdsprache (FLE), Internationaler Handel oder Internationale Beziehungen zur Auswahl. Auch wenn ehemalige Studenten des Instituts heute in sehr unterschiedlichen Berufszweigen tätig sind, fällt doch deren überverhältnismäßige Präsenz in französischen Ministerien und Behörden auf. Eine beträchtliche Anzahl der Absolventen finden dort Anstellung. 2017 hob der Vizepräsident Vincent Benet die hohe Anzahl französischer Botschafter und hoher Offiziere hervor, die am Institut studiert haben. Aufgrund ihres Studienprofils sowie ihrer besonderen Sprach- und Regionalkenntnisse werden Studenten des INALCO auch von französischen Nachrichtendiensten (DGSE, DGSI) gesucht.
Darüber hinaus kooperiert das INALCO mit zahlreichen Ministerien und Behörden (bspw. Ministère des Armées, Ministère de l’Intérieur, Ministère de l’Europe et des affaires étrangères, Cour des comptes, Gendarmerie nationale, Collège de France) und bildet ausgewählte Mitarbeiter regelmäßig fort. Besonders eng ist die Zusammenarbeit mit der der französischen Armee. Sie ordnet jedes Jahr mehrere Offiziere an das INALCO ab, damit sie dort ein mehrjähriges Studium absolvieren. Nach Studienabschluss werden die Offiziere zumeist als Militärattachés an Botschaften eingesetzt.

## Bekannte Absolventen (Auswahl)
- Emmanuel Miller (1812–1886), französischer Gräzist, Byzantinist und Paläograph – Griechisch
- Maurice Delafosse (1870–1926), französischer Ethnograph, Orientalist und Kolonialbeamter – Arabisch
- Hubert Pernot (1870–1946), französischer Sprachwissenschaftler, Byzantinist und Neogräzist – Griechisch
- Marcel Cohen (1884–1974), französischer Linguist, Äthiopist, Semitist und Romanist – Arabisch und Amharisch
- Marcel Griaule (1898–1956), französischer Ethnologe und Afrikanist – Amharisch
- Jacques Lacan (1901–1981), französischer Psychiater und Psychoanalytiker – Chinesisch
- Georges Devereux (1908–1985), ungarisch-französischer Ethnologe und Psychoanalytiker – Malaiisch
- André Leroi-Gourhan (1911–1986), französischer Archäologe, Prähistoriker und Anthropologe – Russisch und Chinesisch
- Maxime Rodinson (1915–2004), französischer marxistischer Historiker und Orientalist – Amharisch, Arabisch und Türkisch
- Pierre Messmer (1916–2007), französischer Politiker, Verteidigungs- und Premierminister – Malagasy
- Jacques Vergès (1924–2013), französischer Rechtsanwalt – Hindi und Malagasy
- Sabine Hoffmann (1926–2016), deutsche Malerin und Bildhauerin – Russisch
- Henri de Laborde de Monpezat (1934–2018), Prinz Henrik von Dänemark – Chinesisch und Vietnamesisch
- Jean François Billeter (* 1939), Schweizer Sinologe und Essayist – Chinesisch
- Jean-Christophe Victor (1947–2016), französischer Politikwissenschaftler und Fernsehmoderator – Chinesisch
- Olivier Roy (* 1949), französischer Politikwissenschaftler, Berater, Diplomat und UNO-Gesandter – Persisch
- Bruno Gollnisch (* 1950), französischer rechtsextremer Politiker und Rechtswissenschaftler – Japanisch und Malaiisch
- Philippe Étienne (* 1955), französischer Diplomat, Botschafter in Deutschland und den USA – Serbokroatisch
- Jacques Leider (* 1962), luxemburgischer Historiker, Birmanist und Südostasienwissenschaftler – Birmanisch und Tibetisch
- Christophe Jaffrelot (* 1964), französischer Politologe – Hindi
- Jean-Luc Raharimanana (* 1967), madagassischer Schriftsteller
- Françoise Robin (* 1968), französische Tibetologin – Tibetisch
- Mathias Énard (* 1972), französischer Schriftsteller und Gewinner des Prix Goncourt (2015) – Arabisch und Persisch

## Professoren (Auswahl)
- Antoine-Isaac Silvestre de Sacy (1758–1838), französischer Philologe, Begründer der modernen Arabistik
- Karl Benedikt Hase (1780–1864), deutsch-französischer Gräzist und Paläograph; Professor für Neugriechisch und griechische Paläographie
- Emmanuel Miller (1812–1886), französischer Gräzist, Byzantinist und Paläograph; Professor für Neugriechisch
- Ioannis Psycharis (1854–1929), griechischer Philologe und Schriftsteller; Professor für Neugriechische Sprache
- Maurice Delafosse (1870–1926), französischer Ethnograph, Orientalist und Kolonialbeamter; lehrte „Sudansprachen“
- Wladimir Fjodorowitsch Minorski (1877–1966), russischer Orientalist, Iranist und Kurdologe
- Maurice Leenhardt (1878–1954), französischer protestantischer Pastor und Ethnologe; lehrte Ajië und Tahitianisch
- Marcel Cohen (1884–1974), französischer Linguist, Äthiopist, Semitist und Romanist; Professor für Amharisch
- René Grousset (1885–1952), französischer Historiker, Orientalist und Kunsthistoriker
- Roger Lescot (1914–1975), französischer Orientalist; Professor für Kurdologie
- Henry Laurens (* 1954), französischer Historiker; Professor für Zivilisation der modernen arabischen Welt
- Peter Stockinger (* 1956), Professor für Kognitive Semantik, Kultursemiotik, Diskurssemiotik sowie Semiotik und Neue Medien
- Françoise Robin (* 1968), französische Tibetologin; Professorin für Tibetologie
- Ryōko Sekiguchi (* 1970), japanische Dichterin, Kunsthistorikerin und Übersetzerin